# Camponotus torrei
Camponotus torrei é uma espécie de inseto do gênero Camponotus, pertencente à família Formicidae.